# エクザルフ

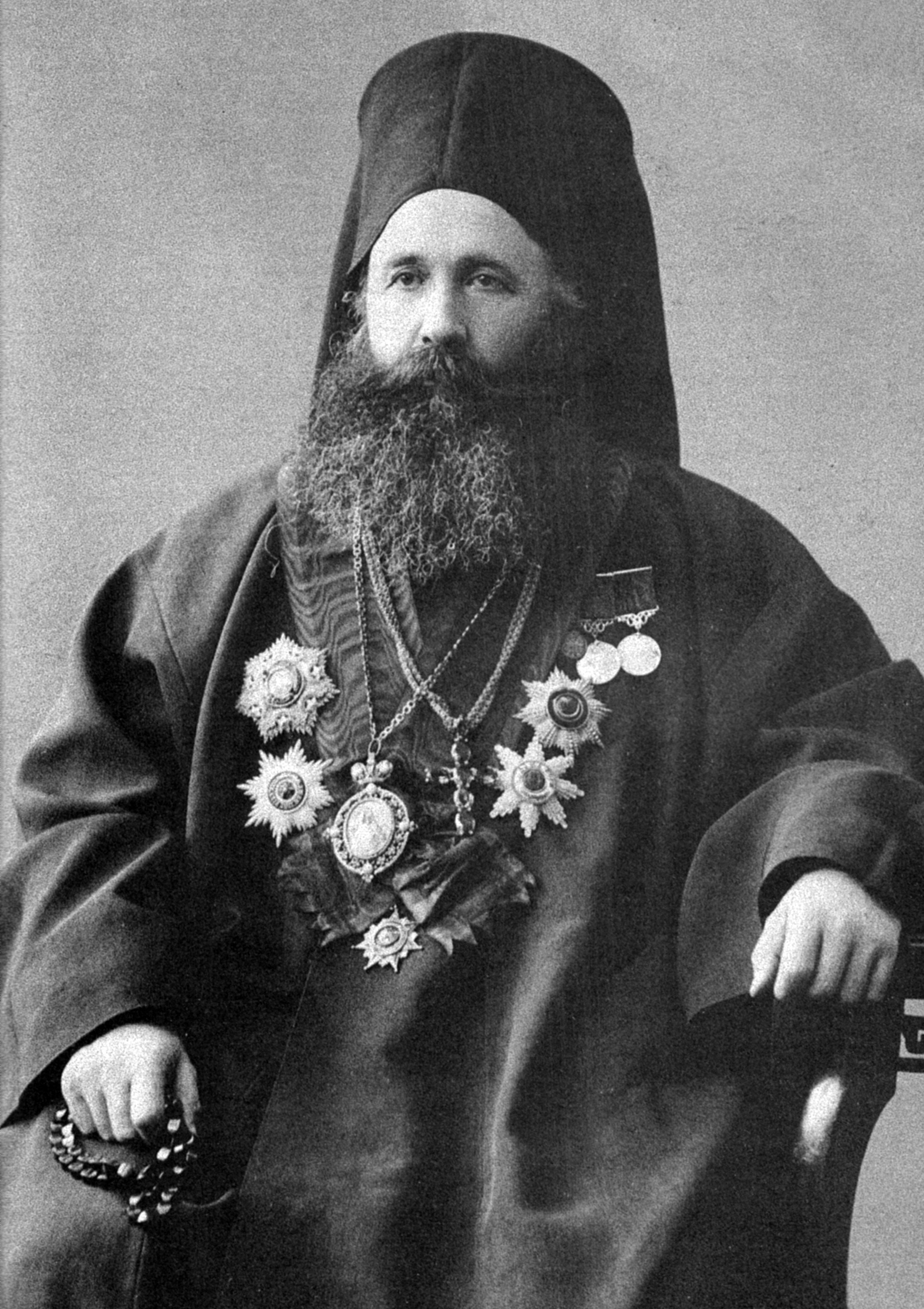
ブルガリアのエクザルフ、イオシフ1世（1840年 - 1915年） - クロブークをかぶり、パナギアと十字架を胸に掛け、コンボスキニオン（正教会で用いられる数珠の一種・チョトキとも）を持っている。

エクザルフ（ロシア語: Экзарх, 英語: exarch）とは、正教会の主教の役職・称号。総主教の使節としての役割を果たす他、独自の教区（エクザルフ教区, 英語: exarchate）を持つ場合もある。総主教代理と表記されることもある。
原語であるギリシア語: ἔξαρχος（エグザルホス、英語・ロシア語風表記としてはエクザルフ）は、上述の主教の役職・称号としての用法の他に、東ローマ帝国時代の「総督」「地方大守」等と訳される職も指していた。日本語以外の言語では、東ローマ帝国の総督職と、正教会における主教としてのエクザルフとを、原語からの転写を基にした同じ言葉で言い表す事が多い。

## 訳語（総主教代理・総主教代行）
総主教が病気療養中等で職務遂行が不能もしくは困難になっている場合や、総主教の永眠した直後に総主教座が空位である場合等に、一時的に総主教の職務を代行する者も総主教代理と呼ばれる事があるが、こちらには総主教代行（そうしゅきょうだいこう）との訳語も存在し、本項で詳述する総主教代理とは職務内容は大幅に異なる上に、日本語以外の言語での呼称も全く異なる。
- エクザルフ - 明治時代の日本正教会の文献における表記。「総主教代理」と表記されることもある。
  - ギリシア語: ἔξαρχος（現代ギリシャ語：エグザルホス、古典ギリシャ語再建音：エクサルコス）
  - ロシア語: Экзарх（エクザルフ）
  - ブルガリア語・ウクライナ語: Екзарх
  - 英語: exarch

- 総主教代行 - 総主教代理と訳される場合もある
  - ロシア語: Патриарший местоблюститель
  - 英語: Locum tenens - 英語におけるこの表記は単に「代行」の意を表し、用いられる場は正教会に限定されない（例：医療における"locum doctor"）。正教会での語義としては総主教の代行に限定されず、府主教・大主教の代行等にも用いられる。

## 概要
総主教代理の原語である総督（エグザルホス、ギリシア語: ἔξαρχος）とは、東ローマ帝国において、首都コンスタンティノープルから離れた地方での、強められた権威を与えられた支配者に与えられる称号であった。
この称号が正教会で、以下のような主教の称号として用いられるようになった。
- 総主教の代理・使節の任に当る主教
- 総主教ではないが、他の主教に越える権威を持つ主教
- 教区に編成されるには規模が大きく無く、組織化もされていない信徒集団を導く主教

## 東ローマ帝国におけるエグザルホス（総督）

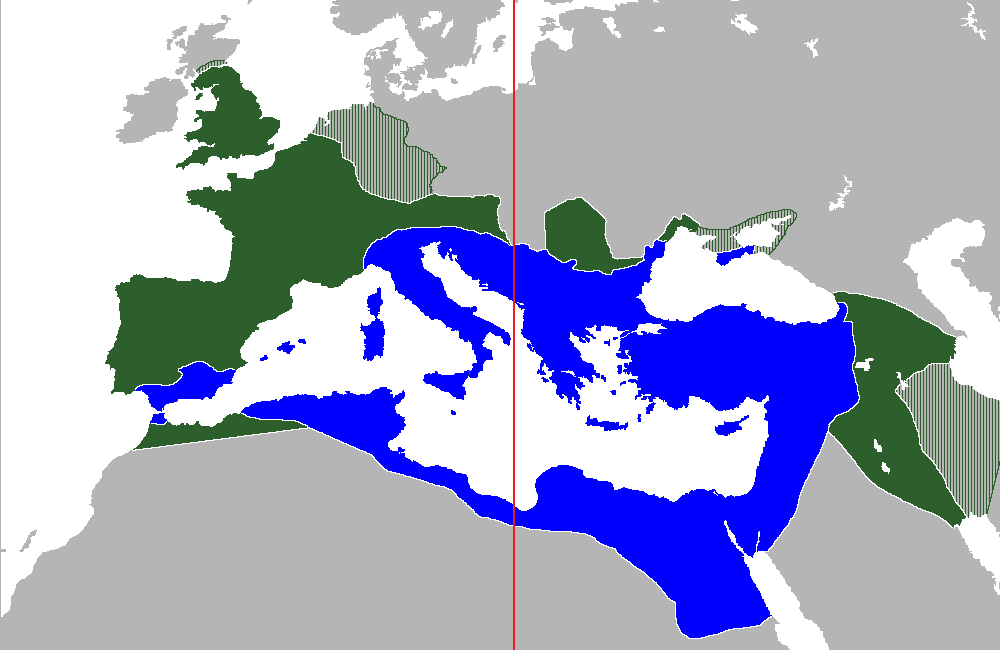
ユスティニアヌス1世時代の東ローマ帝国（青色部分）。青色と緑色部分はトラヤヌス時代のローマ帝国。赤線は東西ローマの分割線。

476年の西ローマ帝国の滅亡後も、東ローマ帝国は中世前半には安定した状態を維持し、領土拡張を行う能力を保持していた。ユスティニアヌス1世の再征服の間に、北アフリカ・イタリア・ダルマチア・スペインが、東ローマ帝国の版図に入った。この領土拡張は帝国の限られた資源にとり途方も無い重圧となったが、後代の東ローマ皇帝たちは再征服された領土を放棄して重圧を免れる方策を採らなかった。この経緯により、地方の変化に恒常的に対処する総督府（英語: Exarchates）が設置される事になる。
東ローマ帝国の総督府は、地方において弱まる帝国の権威に対応し、特にイタリアと北アフリカにおいて、行政権と軍事権を統合し超越した存在であった。ユスティニアヌス帝によって始められた初期の機構形態は、ヘラクレイオスによって創設されるシステムに帰結した。ラヴェンナの中心部にあった最初の総督府は、マウリキウスによって整備・組織化された。総督はコンスタンディヌーポリ総主教の代表としての役割も果たした。同様に、分割された総督府がシチリア島とカルタゴに設立された。8世紀半ばまでには、これら全ての総督府はランゴバルドとフランク、イスラム帝国の伸張に伴い失われた。

## 教会史におけるエクザルフ（エグザルホス・総主教代理）
エクザルフ（エグザルホス・総主教代理）という語は初め、教会用語としては自身の管掌する府主教区を越えて管轄を行う府主教の称号として用いられた。皇帝と元老院の住居たるを以て特別な権威をコンスタンディヌーポリ主教座に認めた第四聖全地公会においては「総主教（パトリアルフ）」の呼称は使われていないが、第四聖全地公会規則第9条においては「エグザルホス（ギリシア語: ἔξαρχος, 英語: Exarch）」の呼称が用いられている。
「総主教」の称号は、帝国が五大総主教区（「ペンタルキア」の名で知られる、ローマ・コンスタンディヌーポリ・アレクサンドリア・アンティオキア・エルサレム）によって構成される、世界的なキリスト教世界の組織編成を志向したところに始まる。この事はユスティニアヌス帝治下で形成された単一の帝国の働きのもとで行われた。第六全地公会（トゥルーリ全地公会）における教会による批准を受け、総主教（パトリアルフ）の称号は五大総主教座の公式な称号となった。「エクザルフ」の称号は、ディオクレティアヌス帝の分割による帝国の東側地域における、3つの主教区を管轄する府主教に適用されるものとして残った。3つの主教区とは、アジア（エフェソス）・カッパドキアおよびポントス（カエサレア）・トラキア（Heraclea Sintica）である。後年、コンスタンディヌーポリの法令が進歩するにつれ、これらのエクザルフは廃止され、通常の府主教座に戻された。しかし依然として、エクザルフの称号は時折、何人かの府主教に対しては用いられた。
五大総主教制（ペンタルキア）により総主教の人数が固定される原則が立てられてから、これら五総主教のいずれでもなくかつ他の主教に越える権威を持つ主教は、誰でもエクザルフと呼ばれるべき事となった。これにより、キプロス正教会がエフェソス公会議において独立教会となって以降、その首座主教はキプロスのエクザルフの称号を受けた。
短命に終わった、イペク（ペヤ）（セルビア）、オフリド（ブルガリア）、ティルノヴァ（ルーマニア）といった中世の諸教会はエクザルフによって管轄されていた（これらのエクザルフは総主教（パトリアルフ）との称号を帯びる事も時折あったが）。同じ原則により、近代の正教会は全体的に「大主教」の称号を用いる事を好むが、キプロス正教会の首座主教と同様、シナイ山の大主教もエクザルフである。

## 近代の歴史

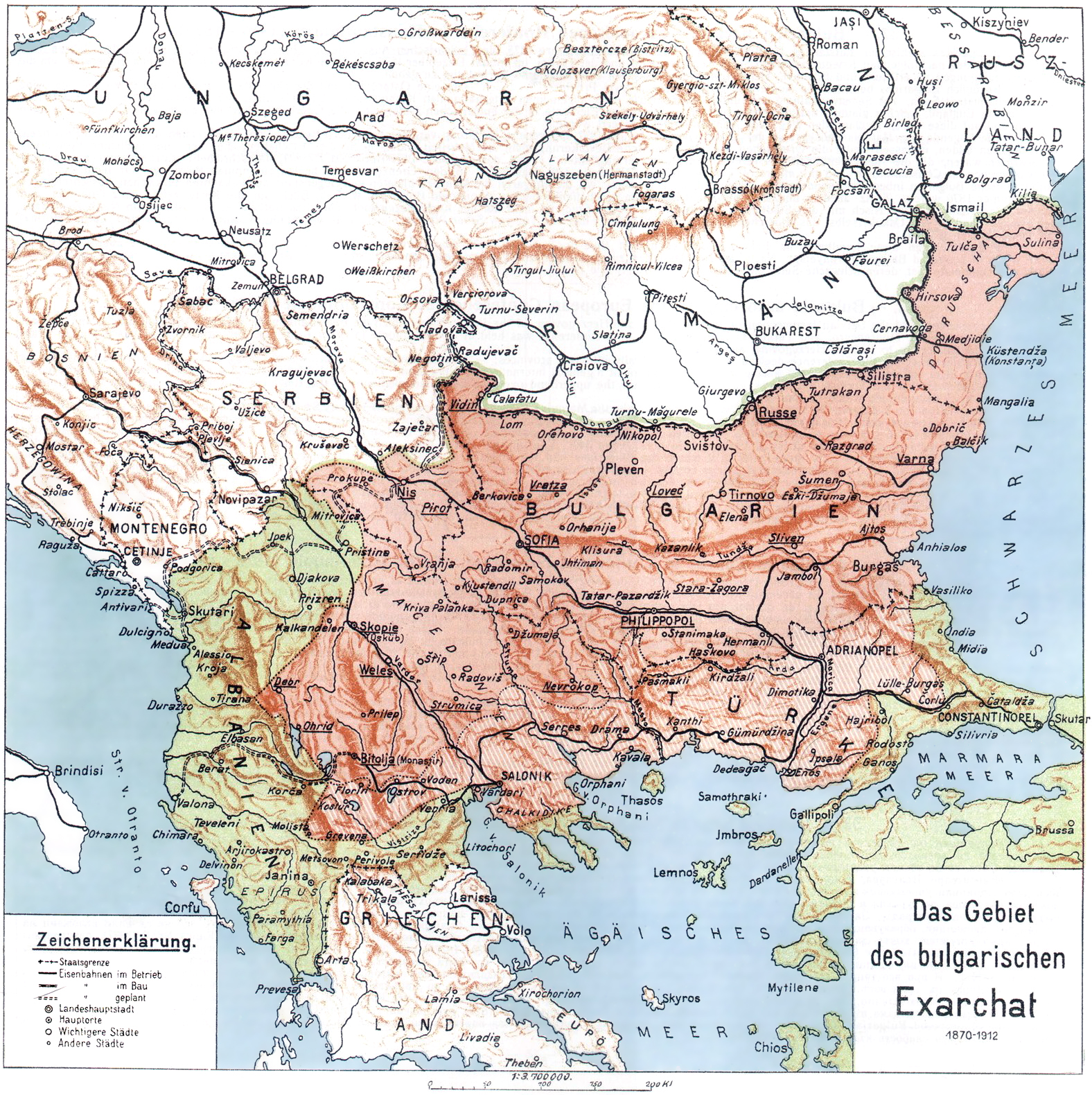
1870年から1913年までの、ブルガリアのエクザルフ教区の地図（赤い部分）

近代に入り、ギリシャ人とブルガリア人の間でブルガリアの教会の管轄を巡る20年間にも及んだ争いの結果、1870年2月28日、オスマン帝国のスルタン：アブドゥルアジズによって独立したブルガリア正教会が設立されるに至った。設立された教会はブルガリアのエクザルフ教区として知られる。首座主教には「総主教」ではなく、エクザルフの称号が与えられた。これによりブルガリア正教会はギリシャ人が主体のコンスタンディヌーポリ総主教庁から独立した。ブルガリアのエクザルフはオスマン帝国の首都であるコンスタンディヌーポリに居住した。
750年から独立正教会となっていたグルジア正教会の首座主教は、1008年から「イベリア（コーカサス）のカトリコス・総主教」の称号を有していた。1802年に、ロシア帝国がグルジア正教会の独立性を破壊してのち、グルジア教会の首座（常にロシア人であった）は「グルジアのエクザルフ」の称号を有しつつ、サンクトペテルブルクにあった聖務会院に席を有していた。1917年4月7日、グルジア総主教座は「全グルジアのカトリコス・総主教」のタイトルのもとに復活した。その独立性はロシア正教会により1943年に承認され、コンスタンディヌーポリ総主教庁からは1990年3月3日に承認された。
こんにちの正教会においては、エクザルフはふつう、総主教の代理である。多くの場合、総主教に代わって、総主教庁の地元から離れた教会の管轄を行う。従ってアメリカ合衆国には、セルビア正教会、ルーマニア正教会、ブルガリア正教会、エルサレム総主教庁を代表するエクザルフが居る。アメリカにおけるエルサレム総主教庁のエクザルフの称号は「聖墳墓のエクザルフ」である。
1972年、メキシコのジョセ主教（Bishop Jose）とメキシコ・ナショナル教会が、ダラスのディミトリ大主教とともに、アメリカ正教会に「メキシコ・エクザルケート」として受け入れられた。

## 非カルケドン派
シリア正教会の総主教の傘下には、インドのエクザルフが居る。広くは「カトリコス」と呼ばれるが、古い「マフリアン」という称号で知られてもいる。インドには別に、東方独立カトリコス教区があるので、混同しないよう注意が必要である。